# Konrad II. von Sternberg
Konrad von Sternberg (* um 1225; † 15. Januar 1277 in Magdeburg) war von 1266 bis 1277 als Konrad II. Erzbischof von Magdeburg.

## Leben
Konrad war Sohn des Grafen Volkwin IV. (um 1190–vor 1255) und Ermengard (Ermengardis) von Schwarzburg-Blankenburg (–1274). Damit entstammt er dem Adelsgeschlecht Schwalenberg. Zuvor Kanoniker an der St. Simon und Juda Kirche in Goslar, erlangte er durch seine westfälischen Beziehungen 1245 den Domherrenstuhl in Magdeburg. 1258 wird er als Domkellner aufgeführt und scheint sich in dieser Funktion an der Verwaltung des Erzbistums Magdeburg beteiligt zu haben. Dabei wirkte er 1263 an der Schlichtung des Erzstifts mit der Stadt Halle und ist 1264 als Vermittler der Teilung der Länder jenseits der Oder zwischen den Markgrafen von Brandenburg beteiligt. Am 26. Dezember 1266 wird er Erzbischof von Magdeburg, jedoch seine Gegnerschaft verzögerte seine päpstliche Bestätigung. Der auf Ausgleich bedachte Konrad, bezog daraufhin eine Position gegen Brandenburg und hat sich neben den Wettiner Markgrafen, den Mecklenburgern, auf die Herzöge von Sachsen-Wittenberg gestützt.
Zu diesem Zweck gab er am 15. September 1269 an Albrecht II. von Sachsen das Burggrafenamt Magdeburg ab. So unterstützt erwarb er Staßfurt, Aken und andere Besitzungen von dem Herzogtum für sein Bistum. Zusätzlich beteiligte er sich an der Gebietsausweitung im polnischen Bistum Gnesen und im Bistum Lebus, die gemeinsam mit den Brandenburgern 1249 erworben werden konnten. 1253 wurden diese Ländereien geteilt, wobei das Bistum Magdeburg den Teil südlich der Warthe erhielt und den Landesausbau in den erworbenen Gebieten vorantrieb. So gründete er Sternberg, ließ sich ab 1270 seinen Wohnsitz teilweise neu erbauen, spielte aber in der Reichspolitik eine untergeordnete Rolle, besuchte dennoch 1274 das zweite Lyoner Konzil, das Rudolf von Habsburg als deutschen König anerkannte.